# Léa Pool
Léa Pool (Genève (Zwitserland), 8 september 1950) is een Canadese filmregisseur.

## Filmografie
- Laurent Lamerre, portier (1978)
- Strass Café (1980)
- La Femme de l'Hôtel (1984)
- Anne Trister (1986)
- À corps perdu (1988)
- Hotel Chronicles (1990)
- Montréal vu par (1991)
- La Demoiselle sauvage (1991)
- Rispondetemi (1992)
- Mouvements du désir (1994)
- Gabrielle Roy (1998)
- Emporte-moi (1999)
- Lost and Delirious (2001)
- The Blue Butterfly (2004)
- Maman est chez le coiffeur (2008)
- La dernière fugue (2010)
- Pink Ribbons, Inc. (2011)
- La passion d'Augustine (2015)